# Joppa hilaris
Joppa hilaris là một loài tò vò trong họ Ichneumonidae.